# Pont des Martyrs (Bamako)

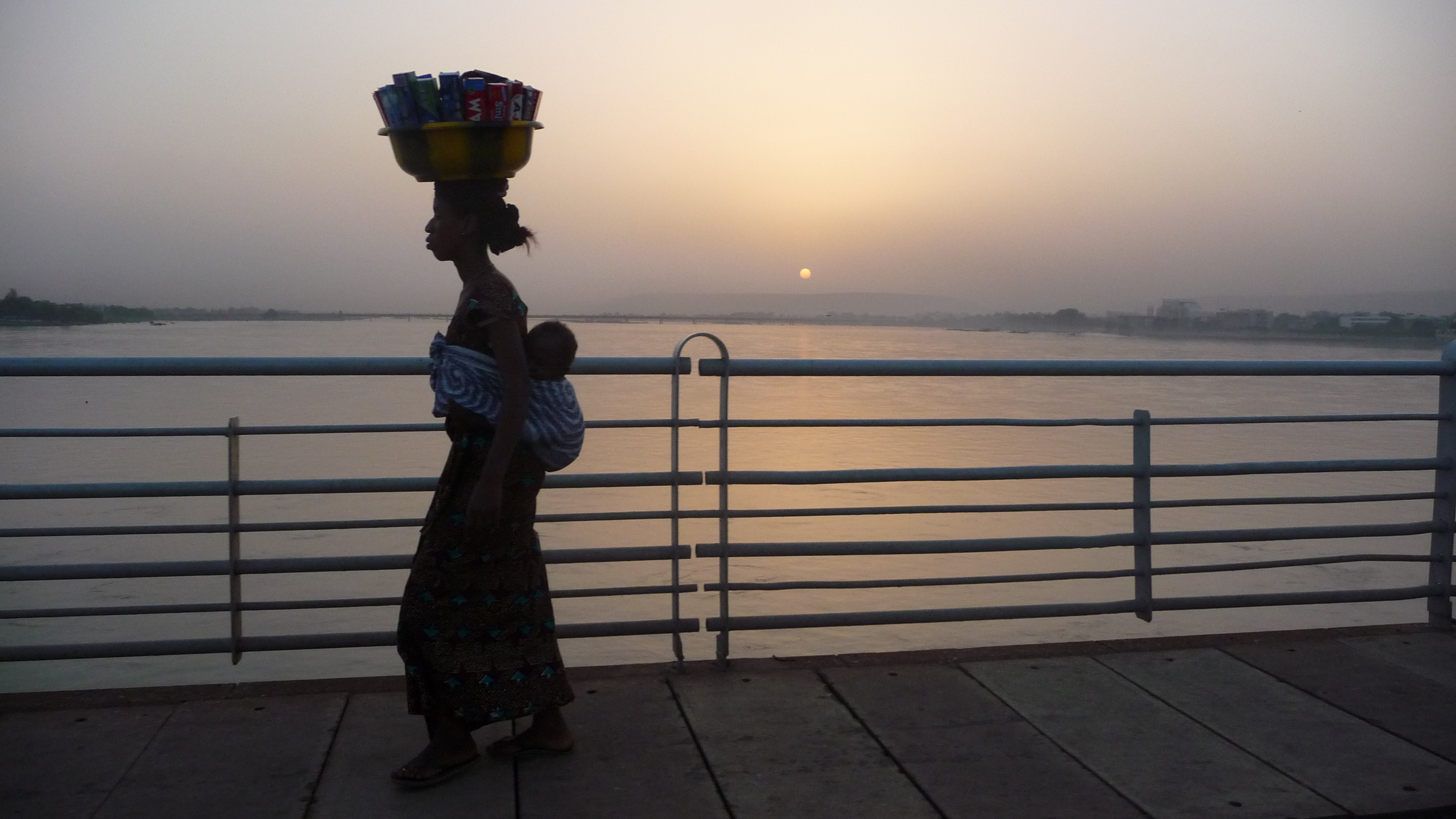
Femme de retour du marché traversant le pont des Martyrs en fin de journée.

Le pont des Martyrs (autrefois pont de Badalabougou) à Bamako (Mali) relie les vieux quartiers de la capitale malienne à sa vaste banlieue, sur la rive sud du fleuve Niger. C'est l'un des trois ponts routiers sur le Niger à Bamako, et il est parfois surnommé le « Vieux Pont ». Inauguré en 1957 sous le nom de « pont de Badalabougou », alors que le Mali était toujours une colonie française. Il a été  baptisé "pont des martyrs" en mémoire des manifestants tués après les événements du 26 mars 1991 par le régime de Moussa Traoré. 
Le pont des Martyrs relie deux des principales avenues de la ville : au nord du fleuve, l'avenue du fleuve/avenue Modibo-Keïta, un large boulevard incluant la place Lamumba qui part en direction du nord, jusqu'au palais présidentiel, et au sud du fleuve l'avenue de l'OUA, la principale route reliant le centre-ville à l'aéroport international Modibo-Keïta.

## Autres franchissements du fleuve
En 1992 un deuxième pont, le pont du Roi-Fahd, a été inauguré, 500 mètres en amont. Les deux ponts relient le quartier du centre-ville « Commune III » à Badalabougou.
Un troisième pont a été inauguré le 22 septembre 2011 lors du 51e anniversaire de l'indépendance, le pont de l'amitié sino-malienne, financé par la Chine, localisé à hauteur de Sotuba, avec pour objectif de désengorger la circulation dans la ville.
Avant les années 1950, la seule façon de traverser le Niger à Bamako était d'utiliser la chaussée de Sotuba, un passage en pierres taillées en eau peu profonde à l'emplacement de rapides naturels, 8 km en aval de la ville. Le premier passage suivant du fleuve en toute saison à l'est est le barrage de Markala, plus de 200 km au nord-est, après Ségou, qui comptait jusqu'à récemment sur le transport ferry pour traverser un bras du Niger. Le pont routier suivant sur le Niger en aval de Markala est à Gao (Mali).